# AB-PINACA
AB-PINACA是一种有机化合物，化学式为C18H26N4O2。它最初由辉瑞公司于2009年作为镇痛药开发，并在2012年于日本首次被鉴定为合成大麻素。
它是潜在的CB1受体（Ki = 2.87 nM，EC50 = 1.2 nM）和CB2受体（Ki = 0.88 nM，EC50 = 2.5 nM）的激动剂。
这种合成大麻素有不少相关死亡和住院病例报告。